# Natalia Sjeremeteva

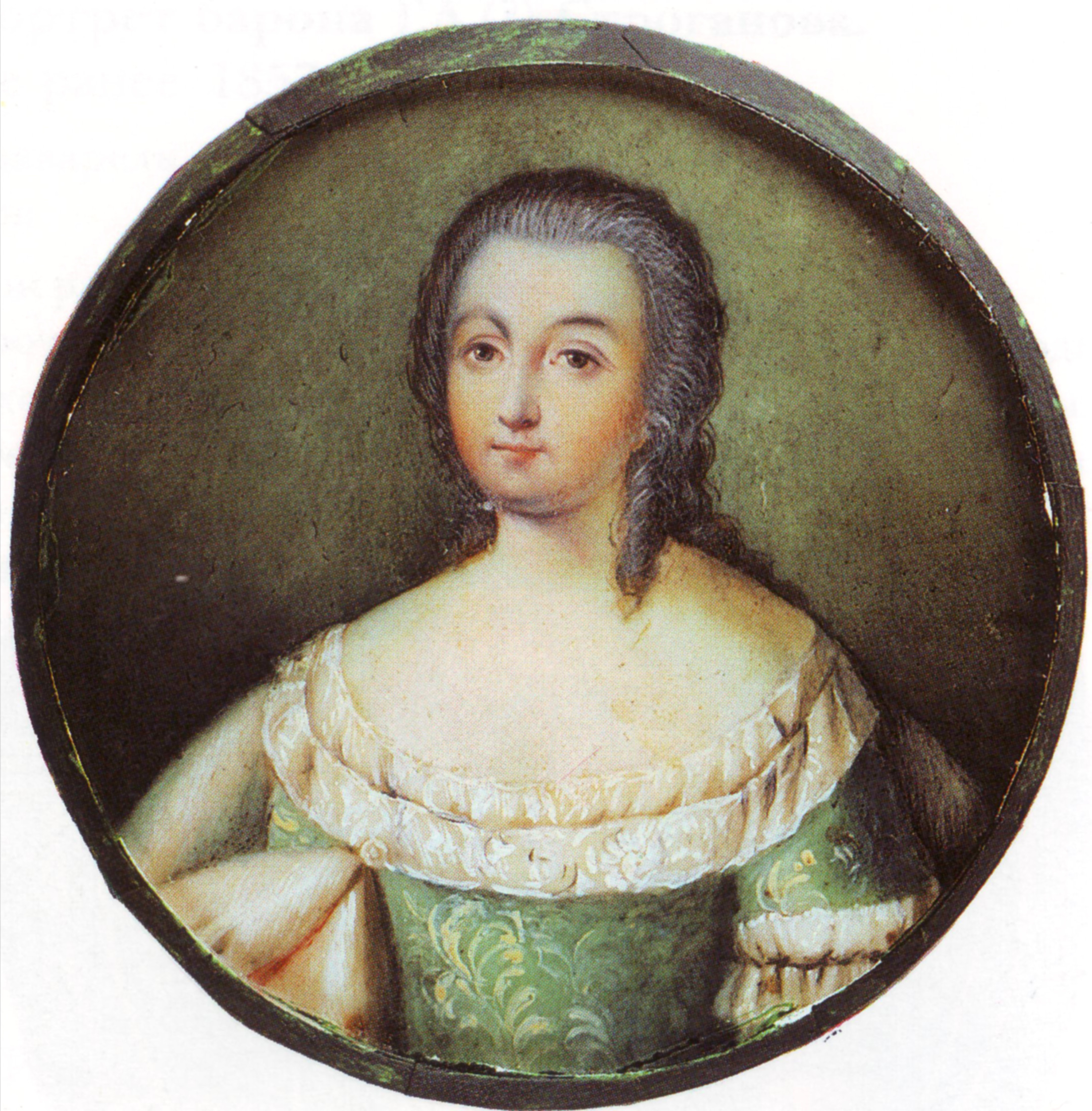
Natalia Sjeremeteva

Natalia Borisovna Dolgorukova, ryska: Наталия Борисовна Долгорукова), född Sjeremeteva (Шереметева) 1714, död 1771, var en rysk furstinna, författare och feminist. Hon beskrivs som Rysslands första självbiografiker och memoarförfattare av sitt kön.